# I Love Xmas
Singles de Tommy heavenly6
Lollipop Candy♥BAD♥girl
(2006) Heavy Starry Chain
(2007)
I Love Xmas (stylisé I♥Xmas sur l'album) est le 7e single de Tommy heavenly6 sorti le 6 décembre 2006 au Japon. Il atteint la 29e place du classement de l'Oricon et reste classé pendant 3 semaines. I Love Xmas et The Case se trouvent sur l'album Heavy Starry Heavenly ; I Love Xmas se trouve aussi sur la compilation Gothic Melting Ice Cream's Darkness "Nightmare".
Toutes les paroles sont écrites par Tommy heavenly6.
| 1. | I Love Xmas                         |  |
| 2. | The Case                            |  |
| 3. | I Love Xmas (Original Instrumental) |  |

| 1. | I Love Xmas (PV) |  |